# Kings of Crunk
Kings of Crunk é um álbum produzido e lançado por Lil Jon, com parceria de Eastside Boyz.
O segundo single do álbum, "Get Low" (com Ying Yang Twins), fez parte do top 5 músicas de R&B e Hip hop mundial de 2003, feita com a média dos charts dos EUA, Alemanha, França, Reino Unido e Austrália e dos downloads digitais nos sites das paradas musicais. Baseado na música de sucesso, Get Low, o álbum Kings of Crunk fez parte do Top 20 dos Melhores Álbuns de Setembro de 2003. No ano segunite, Lil Jon gravou o CD e DVD Part II.
O álbum foi avaliado como 3 estrelas na escala de 5 feita pela Allmusic.

## Lista de músicas
1. "Kings of Crunk" (Intro)
2. "Throw It Up" (featuring Pastor Troy)
3. "Knockin' Heads Off" (featuring Jadakiss e Styles P)
4. "Pimpin' Ken Speaks"
5. "Bitch" (featuring Chyna Whyte e Too Short)
6. "I Don't Give a Fuck" (featuring Mystikal e Krayzie Bone)
7. "Rep Your City" (featuring E-40, Petey Pablo, Bun B e 8 Ball)
8. "Push That Nigga, Push That Hoe"
9. "Keep Yo Chullin Out the Streets" (featuring Big Gipp)
10. "Diamonds" (featuring Bun B & MJG)
11. "Weedman (Skit)"
12. "The Weedman"
13. "Nothing On" (featuring Oobie, Chyna Whyte e Bo Hagon)
14. "Luke Talkin Shit"
15. "Ooh Na Na Naa Naa" (featuring Oobie e Devin the Dude)
16. "Nothins Free" (featuring Oobie)
17. "Play No Games" (featuring Fat Joe, Trick Daddy, Oobie)
18. "Pitbulls Cuban Rideout" (featuring Pitbull)
19. "Get Low" (featuring The Ying Yang Twins)
20. "T.I.P."
21. "BME Click" (featuring The BME Allstars)